# Isortoq (Sermersooq)
Isortoq (o Isertoq) è un piccolo villaggio della Groenlandia, nel comune di Sermersooq. Nel 2009, nella località risiedevano 107 abitanti.